# الدولة المشعشعية
الدولة المشعشعية العربية (1436-1724م). قامت هذه الدولة في إقليم عربستان عام 1436م عندما تولى الحكم محمد بن فلاح بن هبة الله، واتخذ الحويزة عاصمة له. وقد حافظت هذه الدولة العربية على استقلالها رغم ما تعرضت له من محاولات الغزو على يد العثمانيين. وتعتبر فترة حكم مبارك بن عبد المطلب بدءًا من عام 1588م العصر الذهبي للدولة المشعشعية حيث استطاع فرض سيطرته على كافة إقليم عربستان وطرد الجيش الصفوي الفارسي من مدن عربستان كلها.

## التسمية
سميت الدولة المشعشعية بهذا الاسم نسبة لمحمد بن فلاح المهدي الذي يلقب بالمشعشع، وهي كلمة عربية مأخوذة من الإشعاع، وانتشار النور.
وزعم أن محمد بن فلاح يقوم بمعجزات وخوارق يسمونها «التشعشع»، ولذا دعوه بهذا اللقب.

## تاريخ

### المؤسس
كان محمد بن فلاح الملقب بالمهدي المشعشع من تلاميذ الفقيه الشيعي أحمد بن فهد الحلي، حيث ولد في واسط وانتقل الى الحلة لطلب العلم، ونبغ حتى صار أبرز تلاميذ الحلي، واتقن علوم التصرف والرياضيات. وكان يحب العزلة حتى أنه اعتكف في مسجد الكوفة سنة كاملة لا يأكل إلا الشعير.

### الدعوة
كثرت الأقوال حول بداية دعوته، ونسبت إليه الكثير من الخرافات والأمور السحرية والخوارق، وكان يقول: «سأظهر، أنا المهدي الموعود».
جاء في كتاب تاريخ الغياثي (تاريخ الدول الإسلامية في الشرق) عنه:
| ”                                | كان للشيخ أحمد بن فهد الحلي كتاب في العلوم الغريبة، ولما حضرته الوفاة أعطى الكتاب الى خادمته ليطرحه في الفرات وأن السيد محمد المترجم - بحيلة - تمكن من الحصول عليه وانه أجرى بعض المخاريق والنيرنجات على الأعراب الساكنين في حدود خوزستان فتابعوه واعتقدوا صحة ما أظهره. | “ |
| —غياث الدين عبد الله بن فتح الله | |   |

وفي سنة 840 ه‍ أفتى أستاذه الحلي بقتله، وكاتب الأمير منصور بن قبان العبادي في ذلك، فلما وصله خبر عزم القوم على قتله، كتاب الأمير وقال له: «أنا سني، صوفي، وهؤلاء الشيعة أعدائي يتطلبون قتلي» وحلف على المصحف فأطلقه الأمير.
وبعد إطلاقه انسحب إلى جماعة تسمى «المعادي» من عشيرة «بني سلامة» وهم أول من إلتف حوله، ثم تبعتهم عشائر أخرى مثل الرزنان والسودان وطيء. وهي عشائر تسكن ضفاف دجلة. وهناك ادعى أنه المهدي وبدأت دعوته في الانشار.

### الصدام الأول
في سنة 844 ه‍ اجتمع محمد بن فلاح ومريدوه في جصان، بواسط، فلما علم أميرها بأمرهم شن عليهم حملة، وقتل منهم عددًا كبيرًا وأخذ منهم أسرى. فنزلوا هربًا، إلى مكان بين الحويزة ودجلة يسمى «البثق» والنازور والغاضري.
ثم تجول محمد بن فلاح المهدي، بين المزيرعة وأصفهان ثم استقر في الحويزة وكان أهلها تحت سيطرة الأمير العبادي، فجمع الناس عليه للثورة على العبادي، وأمر أهلها أن يصنعوا من القصب نبال وأقواس وأن يصنعوا من عظام الجاموس سيوفًا. فاقتتلوا قتالاً شديدًا انتصر فيه محمد المهدي المشعشع، وغنم أموالاً كثيرة وذلك سنة 844 ه‍.

### الهجوم على الكحلاء وواسط
وفي نفس السنة، نفد الزاد والطعام على المشعشعين، فأغاروا على الكحلاء والتي كانت تحت نفوذ محمد بن شاء الله حاكم واسط، فهزمهم محمد بن فلاح بسهولة وغنم أموالهم يوم 13 شوال من عام 844 ه‍.
ثم سار إلى جزائر دجلة والفرات، وهاجم العشائر المخالفة له وبسط كامل سيطرته عليها. ونصب شيخ يدعى «الشمل» واليًا عليها.
ثم وجه 3000 مقاتل إلى واسط وكان على رأس جيش واسط أمير عشائر عجة، حسن بن علي بن نصر الله البوشجي، فهزم المشعشعين وقتل منهم 8 اشخاص.

### هجوم الحويزة
بعد هزيمتهم في واسط غادر محمد بن فلاح وجماعته الجزائر الفراتية وفي أول رمضان من سنة 845 ه‍ نزل المشعشعين في أبي شول قرب الحويزة وكانت تحت نفوذ الأمير بير بوداق أحد أمراء دولة الخروف الأسود، فبعث بيربوداق قوة من شيراز لحماية الحويزة فهزمها المشعشع ودخل الحويزة عدا قلعتها وقتل الكثير من أهلها، فأرسل الأمير أصبهان بن قره يوسف في بغداد وحاكم دولة الخراف السود، قوة كبيرة أخرى فهزم المشعشع وغادر الحويزة، وقتل خلق كثير من جماعته.
نزل محمد بن فلاح بعد هزيمته منطقة «طويلة» وراسل أصبهان بالهدايا، حتى رضي عنه، فلما عاد أصبهان إلى بغداد، هاجم محمد الحويزة ثانيةً وقضى على حامية دولة الخروف الأسود فيها نهائيًا، واستولى على سفنهم المحملة بأنواع الفواكه والأسلحة وصارت له قوة كبيرة.

### الهجوم على البصرة
انظم الأمير الوند بن إسكندر بن قره يوسف إلى المشعشعين وصارت لهم قوة أكبر، فقاتلوا قوات بيربوداق بالبصرة وقاد جيش المشعشعين علي بن محمد بن فلاح الملقب بالمولى علي، فتمكن من قوات بيربوداق ودخل البصرة.
وفي هذه وجود قوات محمد بن فلاح في البصرة، استولى الشيخ أبوالخير التابع لبيربوداق على الحويزة وأعاد إعمارها.

### العودة للحويزة
بعد سيطرت أبو الخير على الحويزة عاد المشعشع وهاجمها مرة أخرى، ودمر مبانيها. وبقيت المدينة خرابًا لفترة حتى عاد المشعشع وعمرها، ثم دخلت مدن الدورق ودزفول وتستر تحت سيطرة المشعشين طوعًا، بعد أن سئموا من حكم القره قويونلو. ثم سار المشعشع فأخذ الغراف. فهرب بيربوداق إلى شيراز، وفر العديد من الأمراء إلى بلاد العجم، أو إلى بغداد، فخلا جنوب العراق من أي سلطان.

### دخول واسط
هاجم المولى علي بن محمد بن فلاح واسط، وحاصرها وقطع عنها الغذاء حتى أكل أهلها الجلود، ثم دخلها في 858ه‍/1454م وعين ابن دراج واليًا عليها. ونقل أشرافها وأموالها إلى البصرة. وفي ذلك الوقت أصبح المولى علي الحاكم الفعلي للدولة، ولم يعد محمد بن فلاح إلا زعمًا روحيًا عليها.

### نهب الحلة والنجف
في شهر ذي القعدة من سنة 858 ه‍، هاجم المولى علي قافلة للحجاج إنطلقت من الحلة وأوغل فيهم القتل فاضطروا إلى الهرب إلى النجف فلاحقهم المولي علي ودخل النجف ونهب مرقد الإمام علي ، وكانت خزانة المرقد تحتوي على سيوف الصحابة والسلاطين فأخذ منها 150 سيفًا، و12 قنديلاً من الذهب والفضة. فانطلقت قوة من بغداد لمحاربته فالتقوا في الحلة، فهزمهم المولى علي ودخل الحلة في الخامس من ذي القعدة وبقي فيها 18 يوم، وغادر بعد أن نهب وأحرق المدينة. وتوجه إلى النجف وكربلاء واستولى على ما تبقى من نفائيس خزانتي مرقد الإمام علي، ومرقد الإمام الحسين ، ودخل بفرسه إلى داخل المرقدين وأمر بحرق الصندوق الخشبي على القبرين.

### إنكار وقعة الحلة والنجف
يرى بعض المؤرخين إن الحادثة لم تقع، وإن ذلك العصر، عصر قليل التدوين وإن للمشعشعين الكثير من الأعداء من أبناء مذهبهم الشيعة، الذين يريدون تشويه سمعتهم أمام الشيعة الأخرين. ويؤكدون أن الحادثة إقتصرت على قيام المشعشعين بالهجوم على قوات القره قويونلو المتواجدين ضمن الحجاج والمختبئين في الحرم العلوي. وما دون ذلك كان عرضيًا. ويستدلون في ذلك على الرسالة المتبادلة بين أحد علماء بغداد، ومحمد بن فلاح، حيث أنكر العالم على محمد المشعشع المهدي الكثير من الأمور، لكنه لم يذكر أبدًا حادثة نهب النجف.
على الرغم من ذلك فإن محمد بن فلاح يذكر في الرسالة أنه يُكَفِر أبنه المولى علي، وينكر عليه دخوله الحلة وكان ساكت عليه خوفًا منه، ولما كان يدعى أنه يعلم الغيب، فقد حاججه العالم البغدادي في ذلك، فقال أنه يعلم أن إبنه كافر فاسق، ولكن لا يأخذه بذنب لم يرتكبه بعد، وشبه ذلك بأن الله يعلم كفر إبليس إلا أنه لم يطرده حتى جاهر بكفره.
وقد أورد الرسالة المؤرخ الإيراني أحمد كسروي، بعد أن دعى أحد علماء بغداد محمد بن فلاح للعمل على كسب رضا الرسول وآله فرد عليه بن فلاح قائلاً:
| ”                    | كيف أكسب رضا النبي (ص) أكثر من هذا؟: حيث أسعى لنشر دينه وأطيع أو أمره ونواهيه، وكل من يعلم أعمالي يدري كيف عينت اشخاصاً لتعليم الصلاة وقراءة القرآن اللذين لم يعرفها حتى اباءهم إلا القليل منهم وما كان أكلهم وأعمالهم إلا حرامًا، وكذلك يعلمونهم الغسل والوضوء والطهارة، وايضاً أمنع الذين يمشون حفاة القدمين في الشوارع والأزقة، واجبر بشراء الحذاء وإن كانوا فقراء فأنا أدفع لهم ثمنه (...) وإذا نظر شخص إلى امرأة او بنت بنظر ملؤه الشهوة عاقبته، إلا الطبيب الذي هو مجبور بحكم عمله (...) وعندما كنت امدح ابني كنت خائفاً على نفسى من القتل كما فعل علي بن ابي طالب عليه السلام (...) يجب ان يقوى امر ولدي ويظهر كفره لأنه لا يمكن قصاصه وقتله قبل ذلك كما خلق الله الشيطان ويعلم بكفره وامهله. | “ |
| —محمد المشعشع المهدي | |   |

### وقائع أخرى
بعد انسحاب المولى علي من النجف وكربلاء والحلة، عادت حكومة بغداد إليها وعمرت المدن الثلاث. أما المولى علي فقد توجه إلى طريق خراسان بغداد سنة 860 ه‍/1456م حتى وصل بعقوبة في العاشر من جمادى الأولى، ثم دخل سلمان باك في المدائن يوم الثالث عشر من الشهر نفسه. ودخل ضريم سلمان الفارسي وقتل القائمين عليه، ولما سمع جهان شاه أرسل قوات إلى بغداد لتعزيز دفاعاتها، فلما علم المولى علي بذلك انسحب سنة 861 ه‍.

### مقتل المولى علي
علم بيربوداق أن السلطان المولى علي أستولى على كردستان وكل توابع شيراز، تتبع أخباره فعرف أنه يحاصر قلعة «طبق» في بهبهان، وفأرسل جيشًا إليه، وكان المولى علي يسبح في النهر فأتاه سهم طائش خرق حالبه. فلما وصل إليه جيش بيرداقوق انتصر جيش المولى علي في الجولة الأولى وانكسر في الثانية فدخل رجل مجهول خيمة السلطان المولى علي فوجده نائمًا فحز رأسه، وأرسله إلى جهان شاه، وتعرف على الرأس بواسطة وزير المولى علي المقبوض عليه «ابن دلامة». وسلخ جلده وحشي رأسه تبنًا وذلك في 16 جمادى الآخر سنة 861 ه‍.

### وفاة محمد بن فلاح وتتويج المولى محسن
تواردت الأخبار أن محمد المهدي المشعشع، طارد جنود بغداد بعد مقتل ابنه وانتصر عليهم في وقائع كثيرة في واسط وغيرها، وتوفي في السابع من شعبان عام 866ه‍. وخلفه ابنه المولى محسن، ولقب بالملك المحسن وأوصاه أبوه بأن يحسن السيرة ولا يكرر ما كان من أخيه المولى علي وضرب المحسن النقود باسم «المهدي». بلغت الدولة المشعشعية ذروتها في عهد المولى محسن، حيث سيطر على كامل إقليم الأحواز، والإحساء والقطيف، وبندر عباس وكل بنادر الخليج.

### الحلة والخالص
بقيت الحلة في قبضة المولى محسن حتى عام 872 ه‍. ثم رحل عنها وعاد إلى الحويزة فأخذتها دولة الخروف الأبيض، وعين عليها السلطان حسن الطويل، واليه دانا خليل والذي انشق وانظم للمشعشعين، وبعد وفاة حسن الطويل استغل المولى محسن الفرصة وهاجم الحلة، وأطراف بغداد، حتى وصل الخالص في ديالى، وبقي 8 أيام ثم رحل.

### عهد المولى محسن
تذكر المصادر أن الملك المحسن كان على عكس أخيه، المولى علي، حيث أحسن السيرة وأكرم العلماء والفضلاء، وكان كريمًا، ويحب الكرماء ويقلدهم المناصب.
كان أول من بنى الحويزة، بعد أن كانت بيوتًا من القصب، وبنى فيها قلعة المزينة وأسكن الناس حولها، وبنى قلعة المشكوك، وأسكن 40 ألف شخص حولها، وأحاط الحويزة بسور يحمي يسكانها وعمر قلعة الشوش. وبنى مدينة المحسنية وجعلها مقر إقامته. وتوفي المولى محسن سنة 905 ه‍ ودفن في الحميدية على ضفاف نهر الكرخة.

### ولاية علي وأيوب وسقوط الحويزة
تولى علي وأيوب السلطنة بعد والدهم المولى محسن، وعهدا بالوزارة إلى القاضي عبدالله الشوشتري، وقد أحسنا السيرة، حتى بدأت الغزو الصفوي للعراق وبعد دخول الشاه إسماعيل إلى بغداد قرر التوجه للحويزة، بعد أن اتهم علي وأيوب، بالغلو، وقتلهما غدرًا بعد أن دعاهما للحضور. سنة 914 ه‍. سقطت الدولة المشعشعية تحت الحكم الصفوي واستولى الصفويون على جميع قلاع المشعشين بعد مقتل علي وأيوب، وعين حاكمًا فارسيًا على البلاد.

### عودة الدولة المشعشعية
نجا فلاح بن المولى محسن وشقيق علي وأيوب من القتل وارتحل إلى جزائر الفرات وهناك حرض العشائر على الثورة فاستولت عشيرة المنتفك على البصرة والأحساء، واضطربت الأوضاع في الأحواز فاضطر السلطان الصفوي إلى إعادة فلاح إلى الحويزة وتنصيبه حاكمًا عليها، وعلى سائر خوزستان. فعادت الدولة المشعشعية ولكن تحت السيادة الصفوية.
توفي فلاح بن محسن سنة 920 ه‍، وخلفه ابنه بدران.

### المولى بدران
كان المولى بدران بن فلاح بن المولى محسن، شجاعًا مهيبًا، في عهده حاول العثمانيون غزو الحويزة، فصدهم، فتصالحوا معه. ولكن في آخر أيامه بدأت الدولة بالتراجع وخسر العديد من البلاد، نتيجة صعود الدولة العثمانية والصفوية. حكم 28 سنة وعاصر إسماعيل الصفوي، وطهماسب. وتوفي عام 948 ه‍، وخلفه ابنه سجاد.

### المولى سجاد
تولى المولى سجاد بعد والده بدران، ووصف بالكياسة والدهاء، وفي عهده استعاد شوشتر، وثارت عليه قبيلة تميم فهزمها. وحاول العثمانيون أخذ الحويزة ثانيةً بقيادة مصطفى باشا والي البصرة سنة 961 ه‍/1553 م، فهزمهم سجاد. وبقي في الأمارة حتى عام 992 ه‍. وخلفه ابنه زنبور.

### المولى زنبور وفلاح ومبارك
تولى زنبور الحكم بعد والده سجاد، حتى ثار عليه أخوه فلاح الثاني بن سجاد عام 994 ه‍ وطرده من الحويزة، فجهز جيشًا وعاد للحكم سنة 997 ه‍، ولم يدم طويلاً حتى ثار عليه مبارك بن عبدالمطلب بن حيدر بن المولى محسن، بالتعاون مع قبيلة آل غزي، فهرب إلى دزفول وتحصن فيها إلى أن ألقي القبض عليه وقتل في 998 ه‍.
وكان زنبور مدعومًا من الشاه عباس الصفوي مما أغضبه، وزاد ذلك الغضب أن مبارك استعاد مدينة رامز وقتل واليها الفارسي، فبعث مبارك الشيخ البهائي كوسيط بينه وبين الشاه، وتم الصلح على أن يكون مبارك تابعًا إسميًا للشاه وأن يدفع له الضريبة. فجعل مبارك من رامز مقرًا له، وأسكن فيها آل غزي وأقطعهم الأراضي.
ثم وقع الخلاف بين مبارك وعباس الصفوي وحرك مبارك جيوشه ودخل خرم أباد، شاه أباد، واقتتل مع جنود الشاه حتى توسط الشيخ البهائي بينهم ثانية فعاد مبارك وعاد الشاه، كلاً إلى عاصمته. وفي سنة 1002 ه‍ وقع الخلاف مع آل غزي فطاردهم في الأحواز، حتى هربوا إلى العراق فلحقهم وحاصرهم حتى أنهكهم الجوع، ثم تصالحوا وعادوا إلى الحويزة. كانت جميع نواحي البصرة تحت حكم مبارك، وكان له نفوذ على ولاتها رغم السيطرة العثمانية، وكان ولاتها يدفعون بجزء من وارداتها له. وفي عهدت رخصت الأسعار وزادت الرفاهية، حتى وفاته سنة 1025ه‍/1642م. وخلفه ولده ناصر، وحكم لمدة سبعة أيام ومات مسمومًا على يد ابن عمه راشد بن سالم.

### وقائع أخرى
بعد انتشار اشاعات تسميم راشد، لابن عمه ناصر، ثار المشعشعين عليه وخلعوه بعد 7 أشهر، لكنه عاد بعد فترة وأعدم كل المتآمرين عليه. وأكثر القتل في العشائر الموالية له، ثم وقع بينه وبين أفراسياب خلاف، فتحالف الأخير مع العشائر التي نكبها راشد، فهزم راشد وقتل سنة 1029 ه‍، وخلفه محمد بن مبارك، والذي خلع بمساعدة الشاه سنة 1044 ه‍، وخلفه عمه منصور بن عبد مطلب، وضعه الشاه تحت الإقامة الجبرية في مازندران، لأربع سنوات، ثم عاد إلى الحويزة، ثم خلعه عباس الثاني، ونفاه إلى خراسان وأقام ولده بركة بن منصور مكانه سنة 1053 ه‍. وحكم بركة 6 سنوات وكان كريمًا، لكنه محب للطرب واللهو، ثارت في عهده بني لام، ثم عزله عباس الثاني، سنة 1060 ه‍، وخلفه علي خان بن خلف وفي هذا العهد كان المشعشعين ولاة للصفويين.

## وقائع الدولة
استكملت دولة المشعشعين سيادتها على الأحواز كلها وعلى المناطق المجاورة لها، في الوقت الذي لم يكن فيه للفرس أي وجود سياسي، وبقيت فارس طيلة العصور الوسطى مجرد تعبير جغرافي. كانت النقود تضرب باسم المشعشعين في مدينتي تستر ودسبول (دزفول حالياً) الأحوازيتين عام 914 ه‍/1516 م. ولكن في عام 1501 م أنشأ إسماعيل الصفوي الدولة الصفوية، وذلك أيام حكم المشعشعين في عربستان، فبدأت عندئذ مرحلة متميزة من مراحل تاريخ المنطقة، إذ ظهر الصفويون كقوة جديدة مقابل قوة العثمانيين، وبدأ بينهما صراع حاد أصبحت فيه عربستان إحدى ساحاته. فقد تعرضت عربستان لهجوم فارسي صفوي وتم احتلال مدينتي دزفول وتستر الشماليتين لفترة وجيزة، وعندئذ ظهر مبارك بن عبد المطلب بن بدران الأمير المشعشعي الذي حكم من عام 1588 م إلى عام 1616 م ويعتبر حكمه عصراً ذهبياً لإمارته حيث استطاع فرض سيطرته على أنحاء عربستان كلها، وطرد الفرس الغزاة واسترد مدنه الشمالية منهم. وعندما حاول الصفويون احتلال بغداد، طلبوا المساعدة العسكرية من منصور الحاكم المشعشعي آنذاك، الذي رفض تقديم أية مساعدات، فهُزم الصفويون واضطروا لقبول الصلح مع مراد الرابع العثماني عام 1639م، واتسعت الدولة المشعشعية حتى شملت مناطق واسعة من أرض العراق، حتى بغداد. خاضت الدولة المشعشعية عدة معارك ضد الفرس كان الانتصار حليفهم فيها. كما أنها ضمت البصرة والقرنة إليها فترة من الزمن. وبصورة عامة فقد استطاعت أن تحافظ على استقلال الأحـواز بعيدا عن الفرس والعثمانيين. انتهى حكم الدولة المشعشعية سنة 1724 م، حيث قامت دولة أحوازية ثانية هي إمارة بني كعب (أو الإمارة الكعبية) اعترفت بها الدولتان الصفوية والعثمانية واستطاعت مد نفوذها على نواحي عربستان كلها.

## خط زمني
- - 1258 م - احتل الغزاة المغول المنطقة، بعد أن تمكنوا من الإطاحة بالخلافة العباسية في بغداد، ومن ثم خضعت المنطقة لدولة الخروف الأسود.
- - 1436 م - قيام الدولة المشعشعية العربية بزعامة محمد بن فلاح، والتي حافظت على وجودها نحو ثلاثة قرون، بين الدولتين الإيرانية والعثمانية، وتمكنت في بعض الفترات من بسط سيطرتها على أجزاء كبيرة من إيران بما فيها بندر عباس وكرمنشاه، وأقاليم في العراق بما فيها البصرة وواسط، بالإضافة إلى الأحساء والقطيف.
- - 1509م - احتلال الحويزة عاصمة المشعشعيين على يد الشاه إسماعيل الصفوي، إلا أن اندلاع الثورات العربية ضد الحكم الصفوي أرغم الشاه إسماعيل على الاعتراف بالحكم المشعشعي في المنطقة.
- - 1541 م - هزم الجيش المشعشعي القوات العثمانية التي حاولت احتلال المنطقة، بعد تمكنه من احتلال بغداد والبصرة.
- - 1589 م تولّى حكم الإمارة مبارك بن مطلب، والذي تعتبر فترة حكمه العصر الذهبي للدولة المشعشعية حيث تمكن من بسط سيطرته على كافة أنحاء المنطقة.
- - 1609 م - تحالفت الإمارة المشعشعية مع البرتغاليين دون أن تخضع لإرادتهم.
- - 1625 م - هزمت القوات المشعشعية بمساعدة الدولة العثمانية، الجيش الصفوي.
- - 1639 م - اعترفت الدولتان الصفوية والعثمانية بموجب معاهدة مراد الرابع باستقلال الإمارة المشعشعية.
- - 1694 م - استولى فرج الله بن علي المشعشعي على البصرة وضمها إلى إمارته.
- - 1732 م - احتل نادر شاه الافشاري إقليم الأهواز وقُتل أميرها محمد بن عبد الله المشعشعي. وتزامنا مع ذلك أخذت إمارة بني كعب تبرز على الساحة، بعد أن تمكن أمراؤها من مد نفوذهم في بعض أقسام المنطقة.
- - 1747 م استولى مطلب بن عبد الله المشعشعي على الحويزة ومن ثم فرض سيطرته على مدن أخرى في الإقليم، مما أجبر الدولة الافشارية على الاعتراف رسميا بسلطة المشعشعيين في الحويزة.[29]